# Synthèse d'aldéhyde de Bodroux-Chichibabin
La synthèse d'aldéhyde de Bodroux-Chichibabin est une réaction chimique permettant de convertir un réactif de Grignard en aldéhyde de chaine carbonée plus longue d'un atome. Elle est nommée d'après le chimistre français Fernand Bodroux et le chimiste soviétique Aleksei Chichibabin. Dans cette réaction, l'organomagnésien réagit avec l'orthoformiate d'éthyle pour donner un acétal qui est ensuite hydrolysé en aldéhyde :
Un exemple de cette réaction est la synthèse du n-hexanal :